# 北原槙
北原 槙（きたはら まき、2009年7月7日 - ）は、東京都杉並区出身のサッカー選手。Jリーグ・FC東京所属。ポジションはミッドフィールダー(MF)。

## 経歴
JACPA東京FCからFC東京U-15むさし、FC東京U-18へと進み、現在はFC東京U-18に所属している。
2025年2月14日にFC東京のトップチーム登録(2種登録)が発表されると、3月1日、明治安田J1リーグ第4節 鹿島アントラーズ戦で後半38分から出場し、森本貴幸が保持していたJ1最年少出場記録を更新した(15歳7か月22日)。
またU-15日本代表選手にも選ばれており、2024年5月のクロアチア遠征、2024年10月のフランス遠征にも参加した。2025年5月27日には、U-17日本代表に選出され、スペイン遠征に参加。
2025年（令和7年）7月7日7時7分、16歳の誕生日にFC東京とプロ契約したことを発表した。

## 所属クラブ
- - 2021年 JACPA東京FC
- 2022年 - 2024年 FC東京U-15むさし
- 2025年 - FC東京U-18
  - 2025年　 FC東京（2種登録選手）
  - 2025年7月 -  FC東京プロ契約

## 個人成績
| 国内大会個人成績 | 国内大会個人成績 | 国内大会個人成績 | 国内大会個人成績 | 国内大会個人成績 | 国内大会個人成績 | 国内大会個人成績 | 国内大会個人成績 | 国内大会個人成績 | 国内大会個人成績 | 国内大会個人成績 | 国内大会個人成績 |
| 年度             | クラブ           | 背番号           | リーグ           | リーグ戦         | リーグ戦         | リーグ杯         | リーグ杯         | オープン杯       | オープン杯       | 期間通算         | 期間通算         |
| 年度             | クラブ           | 背番号           | リーグ           | 出場             | 得点             | 出場             | 得点             | 出場             | 得点             | 出場             | 得点             |
| 日本             | 日本             | 日本             | 日本             | リーグ戦         | リーグ戦         | リーグ杯         | リーグ杯         | 天皇杯           | 天皇杯           | 期間通算         | 期間通算         |
| ---------------- | ---------------- | ---------------- | ---------------- | ---------------- | ---------------- | ---------------- | ---------------- | ---------------- | ---------------- | ---------------- | ---------------- |
| 2025             | FC東京           | 53→77            | J1               |                  |                  |                  |                  |                  |                  |                  |                  |
| 通算             | 日本             | 日本             | J1               |                  |                  |                  |                  |                  |                  |                  |                  |
| 総通算           |                  |                  |                  |                  |                  |                  |                  |                  |                  |                  |                  |

- Jリーグ初出場 - 2025年3月1日 J1第4節・鹿島アントラーズ戦（県立カシマサッカースタジアム）